# Poręby (Dębno)
Poręby – przysiółek wsi Dębno w Polsce położony w województwie podkarpackim, w powiecie leżajskim, w gminie Leżajsk.